# Missió dramàtica
Missió dramàtica (títol original en italià: Un giorno da leoni) és una pel·lícula italiana de Nanni Loy, estrenada el 1961. Ha estat doblada al català.

## Argument
Roma, 8 de setembre de 1943: Danilo, estudiant a la universitat, escapa a l'allistament mentre el seu amic Michele, un jove comptable espantadís, que era ja en un tren en direcció al Nord amb altres empleats del seu ministeri, aconsegueix tornar a Roma, on ha deixat la seva promesa Ida. Vençut per la por, tanmateix, s'ajunta a Danilo per intentar passar la Línia gòtica. Per casualitat, coneixen Gino (Tomás Milián), que s'hi ajunta quan el tramvia dels Castells en el que viatgen és aturat pels alemanys. Tots tres es refugien en un celler on s'amaga un grup de soldats desertors, comandats per Orlando (Renato Salvatori). Se'ls uneix el partissà Edoardo (Romolo Valli), que els dona l'encàrrec de fer saltar un pont utilitzat per avituallar les tropes alemanyes. El grup es procura l'explosiu necessari al sabotatge però es dispersa quan s'assabenta de la captura d'Edoardo pels alemanys. Danilo, Michele i Gino tornen a Roma, on s'assabenten de la mort d'Edoardo, que ha confiat als seus camarades la cura de complir el sabotatge. Havent madurat, els tres joves protagonistes decideixen portar a terme la missió: havent-se ajuntat Orlando, aconseguiran fer saltar el pont. En l'operació, Michele perdrà la vida, recuperant amb un gest de verdader heroi una vida viscuda en el terror.

## Repartiment
- Renato Salvatori: Orlando
- Carla Gravina: Mariuccia
- Tomás Milián: Gino Migliacci
- Nino Castelnuovo: Danilo
- Saro Urzì: el sergent
- Romolo Valli: Edoardo
- Corrado Pani: Mortati
- Franco Bucceri
- Bruno Scipioni
- Anna Maria Ferrero: Ida
- Valeria Moriconi: Dona d'Orlando
- Leopoldo Trieste: Michele
- Carlo D'Angelo: el Capellà
- Régina Bianchi: Dona d'Edoardo
- Gondrano Trucchi
- Enzo Turco: Comissari de policia
- Silla Bettini
- Tino Bianchi
- Claudio Biava: Oficial alemany
- Ester Carloni
- Isarco Ravaioli
- Elvira Tonelli
- Gigi Ballista: el monjo